# 11ª Mostra internazionale d'arte cinematografica di Venezia
La 11ª edizione della Mostra internazionale d'arte cinematografica di Venezia si è svolta a Venezia, Italia, dal 20 agosto al 10 settembre del 1950.

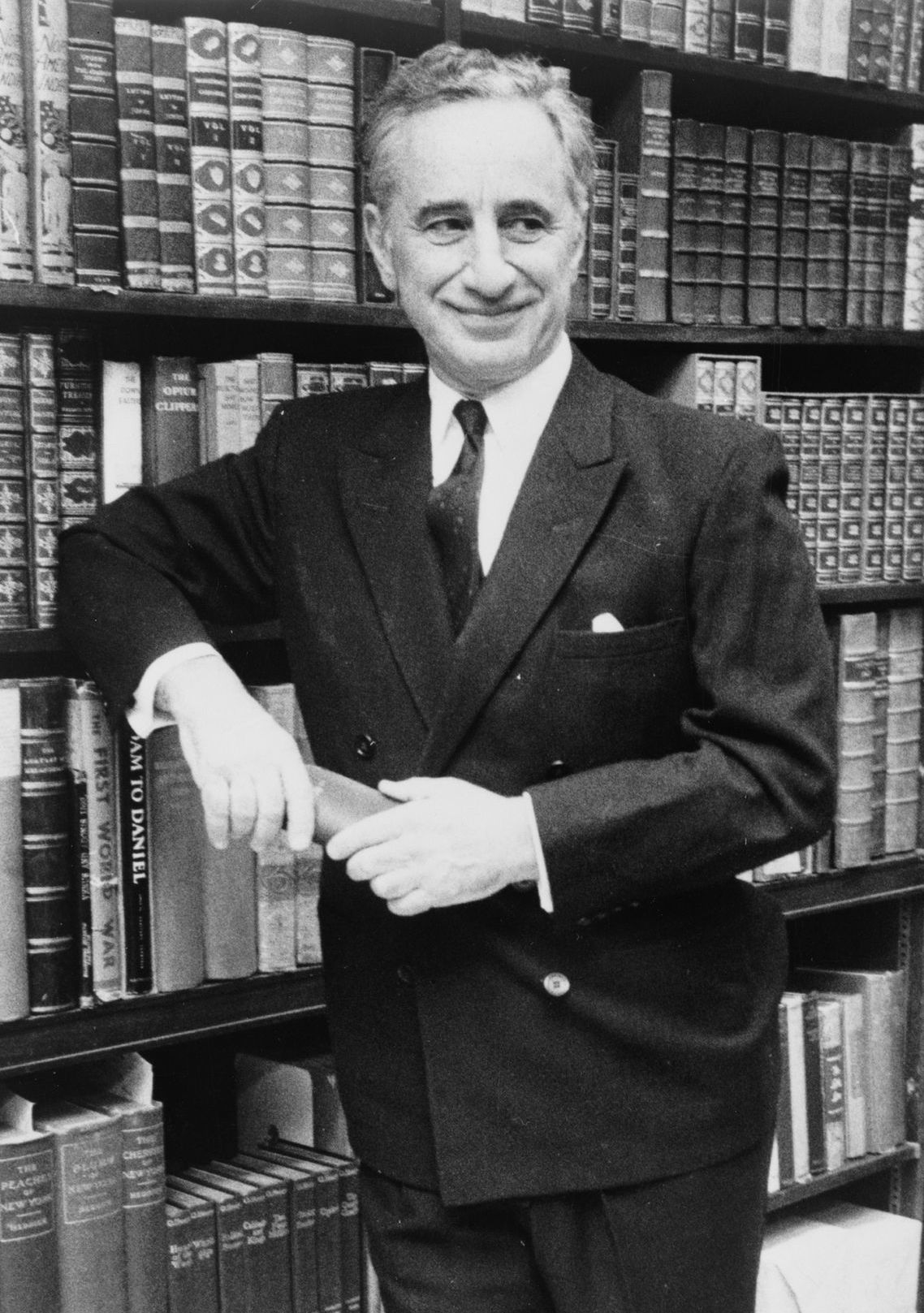
Elia Kazan, in concorso con Bandiera gialla

Il premio al Miglior Film continua a chiamarsi "Leone di San Marco".
Tra i film celebri in concorso: Giungla d'asfalto di John Huston, Tutti gli uomini del re di Robert Rossen, Bandiera gialla di Elia Kazan, Stromboli terra di Dio di Roberto Rossellini.

## Giuria e Premi
La giuria era così composta:
- Mario Gromo (presidente, Italia), Umbro Apollonio, Antonio Baldini, Ermanno Contini, Piero Gadda Conti, Arturo Lanocita, Gian Luigi Rondi, Turi Vasile, Adone Zecchi (Italia)

I principali premi distribuiti furono:
- Leone d'oro (Leone di San Marco) al miglior film: Giustizia è fatta di André Cayatte
- Coppa Volpi al miglior attore: Sam Jaffe per Giungla d'asfalto
- Coppa Volpi alla miglior attrice: Eleanor Parker per Prima colpa
- Premio Presidenza del Consiglio per il Miglior Film Italiano: Domani è troppo tardi di Léonide Moguy.

## Film in concorso
| - Das Vierte Gebot, regia di Eduard von Borsody - Rendez-vous avec la chance, regia di Emil-Edwin Reinert - Il piacere e l'amore (La ronde), regia di Max Ophüls - La vie commence demain, regia di Nicole Védrès - Orfeo (Orphée), regia di Jean Cocteau - Ce siècle a 50 ans, regia di Denise Tual e Roland Tual - Giustizia è fatta (Justice est faite), regia di André Cayatte - Dio ha bisogno degli uomini (Dieu a besoin des hommes), regia di Jean Delannoy - Frauenarzt Dr. Praetorius, regia di Curt Goetz - Epilog, regia di Helmut Käutner - Blue Lamp, regia di Sidney Gilliat - The Dancing Years, regia di Harold French - Minaccia atomica (Seven Days to Noon), regia di John Boulting - Cristo fra i muratori (Give Us the Day), regia di Edward Dmytryk - Gone to Earth, regia di Michael Powell e Emeric Pressburger - Morning Departure, regia di Roy Baker - Segreto di stato (State Secret), regia di Sidney Gilliat - Out of Evil, regia di Joseph Krumgold - My Father's House, regia di Herbert Klyne e Meyer Levin | - Francesco, giullare di Dio, regia di Roberto Rossellini - È più facile che un cammello..., regia di Luigi Zampa - Prima comunione, regia di Alessandro Blasetti - Domani è troppo tardi, regia di Léonide Moguy - El hombre sin rostro, regia di Juan Bustillo Oro - Sobre las olas, regia di Ismael Rodríguez - Rosauro Castro, regia di Roberto Gavaldón - Don Juan, regia di José Luis Sáenz de Heredia - La noche del sabado, regia di Rafael Gil - Cenerentola (Cinderella), regia di Clyde Geronimi, Wilfred Jackson, Hamilton Luske - Lo sfruttatore (Once a Thief), regia di William Lee Wilder - Giungla d'asfalto (The Asphalt Jungle), regia di John Huston - Il grande campione (September Affair), regia di William Dieterle - Prima colpa (Caged), regia di John Cromwell - Tutti gli uomini del re (All the King's Men), regia di Robert Rossen - Bandiera gialla (Panic in the Streets), regia di Elia Kazan - Bara en Mor, regia di Alf Sjöberg |

## Film fuori concorso
| - Stromboli (Terra di Dio), regia di Roberto Rossellini |